# Долмат-Исайковский, Франтишек Янович
Франтишек Янович Долмат-Исайковский герба Прус (бел. Францішак Далмат-Ісайкоўскі, пол. Franciszek Dołmat Isajkowski; 1599 — 31 мая 1654) — государственный и религиозный деятель Великого княжества Литовского, писарь скарбовый литовский в 1623—1640 и референдарий великий духовный литовский в 1641—1649 годах; епископ смоленский.

## Биография
Каноник виленский с 1625 года. Секретарь короля Владислава IV Вазы, писарь скарбовый приходный литовский в 1627—1640 годах, кусташ виленский и настоятель трабский с 1632 года, настоятель гродненский с 1633 года. В 1634 годах основал в деревне Свислач (ныне деревня Литвинки Гродненской области) деревянный иезуитский костёл. Регент великой канцелярии ВКЛ в 1641—1649 годах. Настоятель троцкий, гродненский и виленский с 1643 года, с 14 февраля 1650 епископ смоленский. Покинул город во время русско-польской войны незадолго до вступления русских войск.
Предположительно является основателем гродненского костёла иезуитов.